# Nautilus (Fulton)
Pour les articles homonymes, voir Nautilus.
Ne pas confondre avec le Nautilus (Jules Verne)
Le Nautilus ou Nautulus est un des premiers sous-marin et sous-marin de poche du monde, de l'inventeur américain Robert Fulton, lancé en 1800 en France par le Premier Consul Bonaparte durant les guerres napoléoniennes.

## Histoire

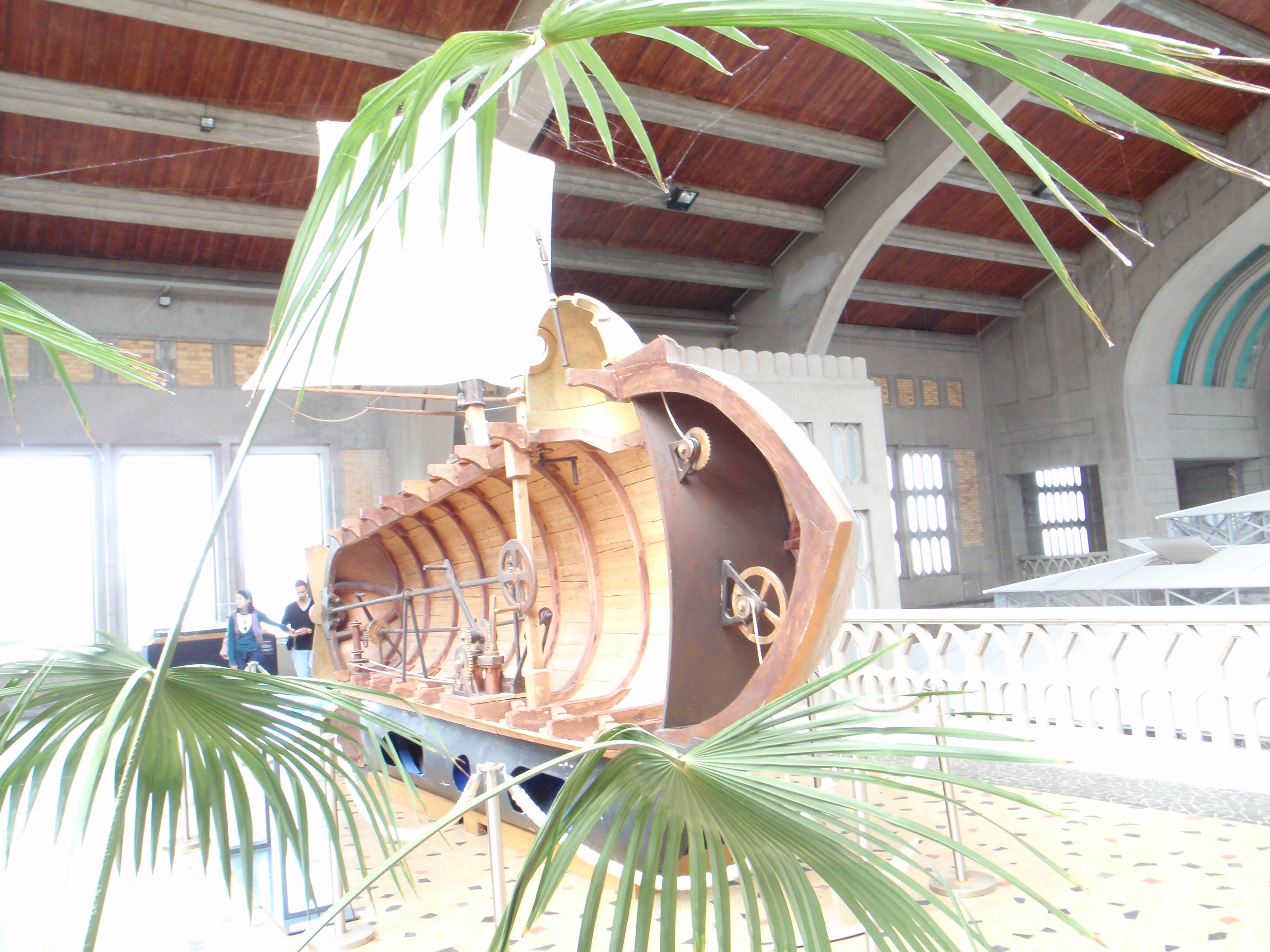
Coupe du Nautilus à la Cité de la Mer.

Robert Fulton crée le premier bateau à vapeur à hélice de John Fitch, entre 1796 et 1797, après les expérimentations des premiers bateaux à vapeur Palmipède, puis Pyroscaphe à roue à aubes du marquis français Claude de Jouffroy d'Abbans, de 1774 et 1783.
À la suite du premier sous-marin de poche American Turtle de 1775 de David Bushnell, de la guerre d'indépendance des États-Unis, Fulton propose son invention de sous-marin au Directoire de la Première République française, pour combattre le blocus continental militaire du Royaume-Uni. Après une première plongée de démonstration réussie dans la Seine à Rouen le 29 juillet 1800 avec l'autorisation de l'ingénieur-hydrographe et ministère de la Marine Pierre-Alexandre-Laurent Forfait, et l'aide des savants Laplace et Monge, les essais se poursuivent au large du Havre et de l'îles Saint-Marcouf en 1800 (an VIII), puis en 1801, au large de l'anse de Camaret, près de Brest en Bretagne. Le 12 septembre 1801 le Nautilus parcours une distance de 110 km en 5 jours entre Le Havre et le cap de la Hague.

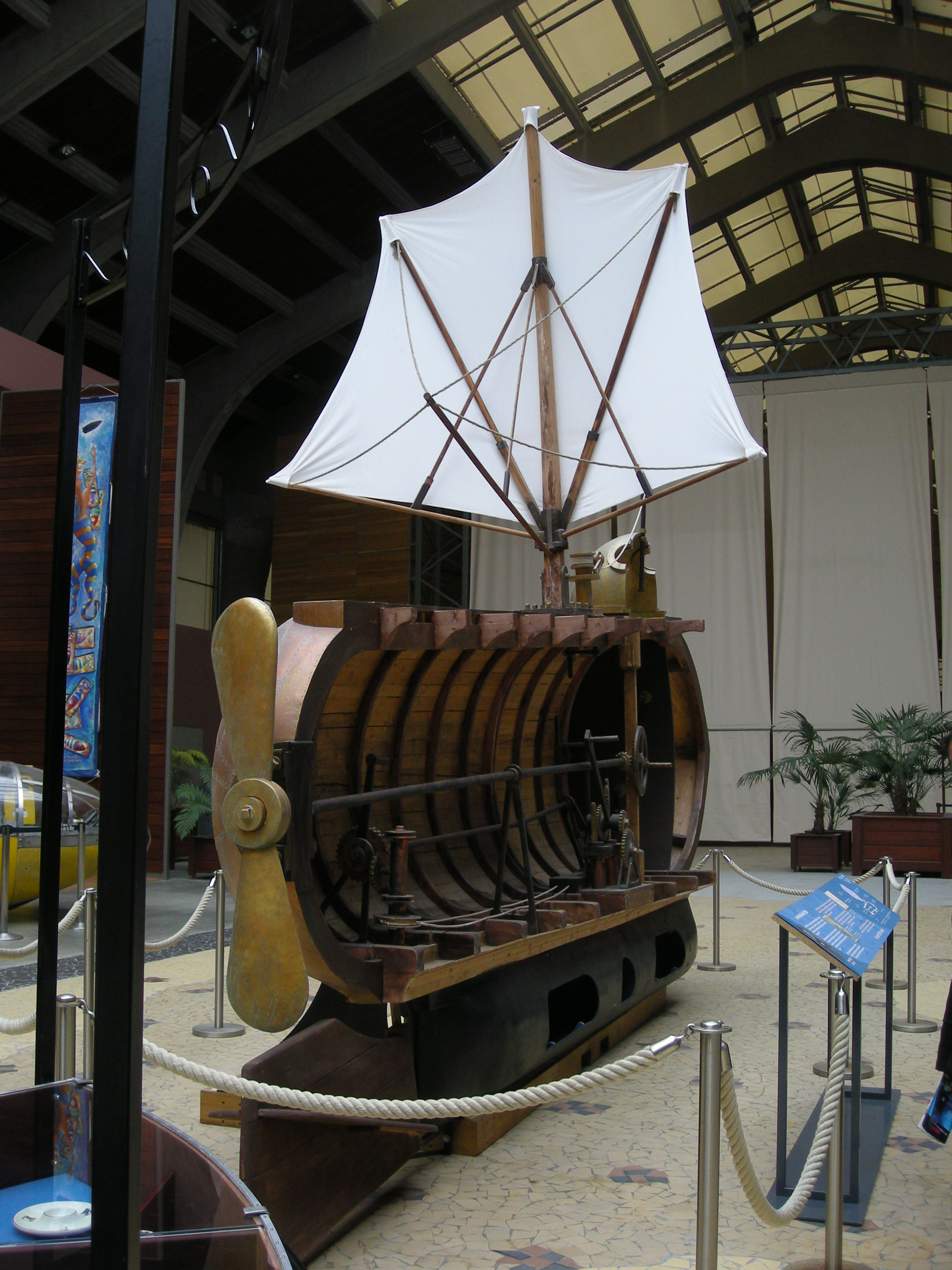

Les essais de prototypes du Nautilus (parfois orthographié Nautulus) sont tout d'abord encouragés et financés par le Premier Consul Bonaparte, mais assez vite des objections se font jour dans l'État-Major de la Marine française. Le nouveau Ministre de la Marine, Denis Decrès est parmi les opposants au projet, non sans quelques bonnes raisons : lors des attaques tentées en baie normande d'Isigny, puis au large de Brest, les navires britanniques, prévenus par des espions, lèvent l'ancre à temps et la faible vitesse du Nautilus ne permet pas de les poursuivre. La marine britannique était déjà prévenue de la menace sous-marine depuis une première attaque manquée de son navire amiral HMS Eagle (en) de la Royal Navy en 1775, par de l'American Turtle de Bushnell, premier prototype de sous marin américain de la guerre d'indépendance des États-Unis. 
Malgré des essais concluants, Fulton ne parvient pas à convaincre les autorités politiques. Il proposera alors ses services à l'Angleterre sans plus de succès. Le développement de ce projet est définitivement abandonné après la bataille de Trafalgar de 1805.

## Technique

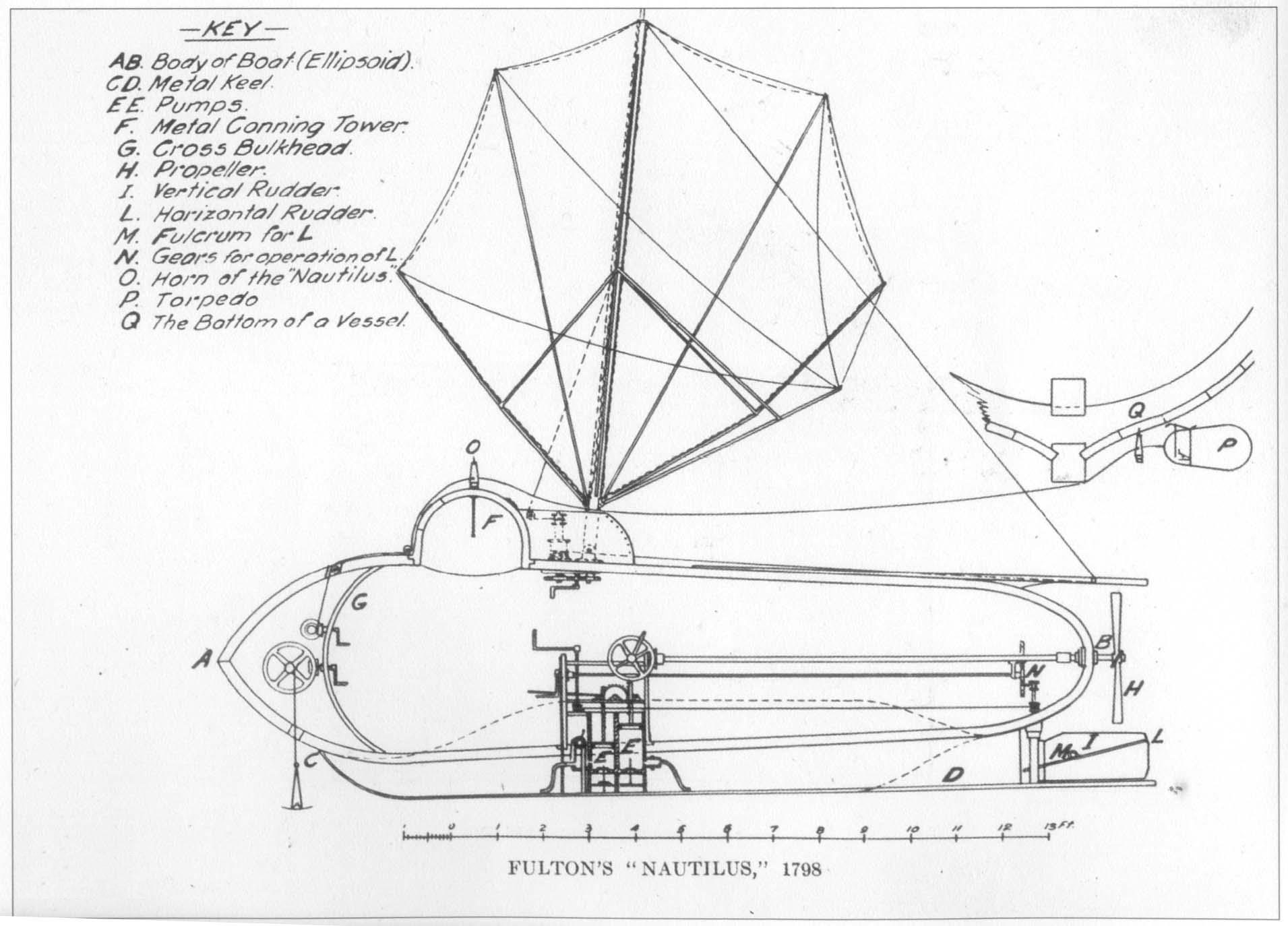
Gravure du XIXe siècle du Nautilus de Robert Fulton.

La propulsion du navire en forme de tonneau est assurée en surface par une voile en forme d'éventail, à mat rétractable (le seul sous-marin à voile ayant jamais existé) et sous-marin à propulsion humaine en plongée, avec des manivelles agissant sur l'arbre d'hélice. L'arme offensive est une charge d'explosifs que l'équipage doit fixer sur la coque du navire ennemi (au mouillage, l'attaque sur un navire en route en haute mer étant impossible).

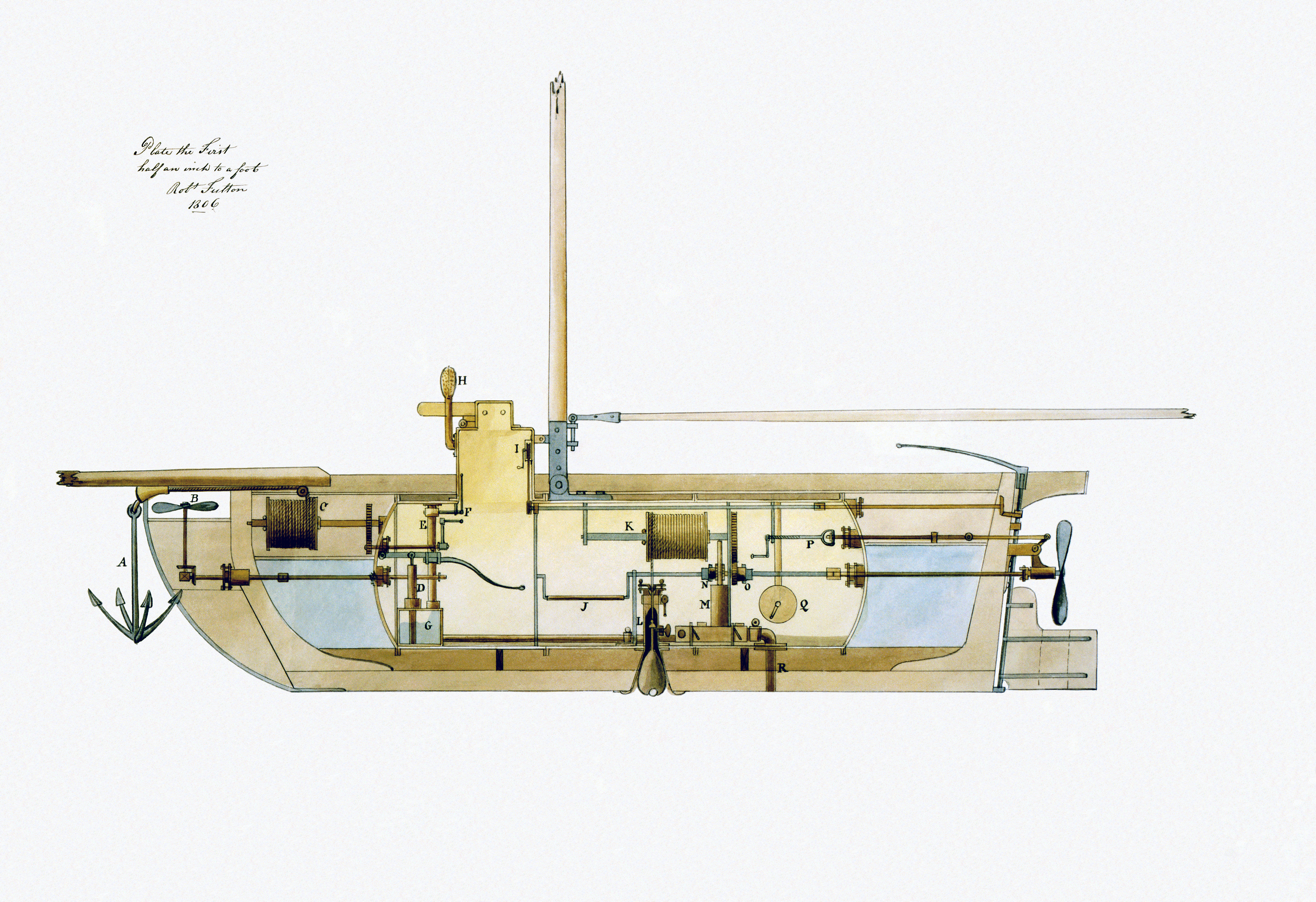
Schéma d'une version améliorée de 1806

De nombreux progrès ont été accomplis par rapport au premier American Turtle de 1775 de Bushnell, trente ans plus tôt. L'équipage dispose d'un réservoir d'air comprimé à vingt atmosphères et d'absorbeurs de CO2 à base de soude permettant de tenir plusieurs heures en plongée. Sans être parfaits, le contrôle de l'assiette en plongée et les manœuvres de plongée et d'émersion sont réalisables de façon pratique.

## Postérité
Reconnu comme un des inventeurs du sous marin, Robert Fulton devient également célèbre en temps qu'un des inventeurs du bateau à vapeur, avec un premier essai historique réussi de prototype sur la Seine à Paris du 9 août 1803, puis la construction de divers bateaux de lignes régulières, dont le Clermont de 1807.
Le romancier-visionnaire Jules Verne s'en inspirera 70 ans plus tard pour créer son célèbre sous-marin Nautilus du capitaine Nemo, de ses romans Vingt Mille Lieues sous les mers de 1869 et L'Île mystérieuse de 1875. Toutefois, son inspiration technique vient plutôt des premiers sous-marins français essayés à Rochefort (Charente-Maritime) sous le Second Empire, comme le Plongeur (1863) de Siméon Bourgois et Charles Brun ou l'USS Alligator (1862) de l'ingénieur franco-américain Brutus de Villeroi, dont on retrouve l'illustration quasi à l'identique dans les éditions Hetzel originales de Vingt mille lieues sous les mers.
Le sous-marin français Fulton de 1920, de la marine nationale française, est baptisé du nom de Robert Fulton en hommage à son premier sous marin français Nautilus de 1800.  
L’astéroïde (9769) Nautilus, découvert en 1993, est nommé d’après le sous-marin Nautilus de Fulton, celui de Jules Verne dans Vingt Mille Lieues sous les mers et l'USS Nautilus premier sous-marin nucléaire.

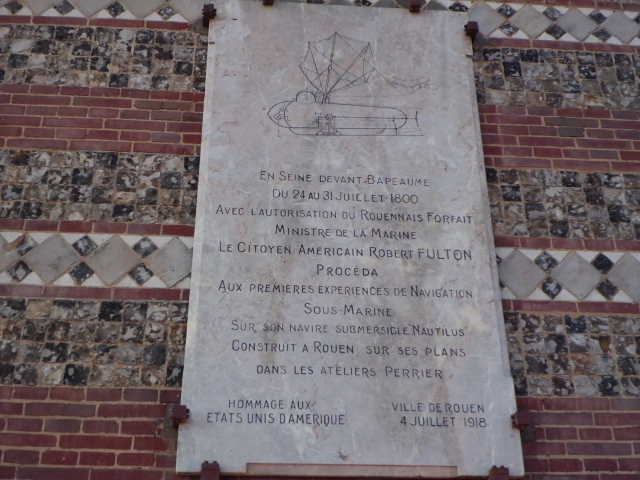
Plaque commémorative du premier essai de plongée du Nautilus, du 24 au 31 juillet 1800, du château d'eau-marégraphe du quai de Boisguilbert de la Seine à Rouen.

## Musées
Des répliques sont exposées, entre autres :
- Musée maritime fluvial et portuaire de Rouen
- La Cité de la Mer de Cherbourg-en-Cotentin en Normandie
- Plaque commémorative du premier essai de plongée du château d'eau-marégraphe du quai de Boisguilbert de la Seine à Rouen.

## Au cinéma
- 1960 : Austerlitz, d'Abel Gance, avec Orson Welles dans le rôle Robert Fulton[3].